# Apostrophoides
Apostrophoides es un género de foraminífero bentónico de la familia Haplophragmoididae, de la superfamilia Lituoloidea, del suborden Lituolina y del orden Lituolida. Su especie tipo es Apostrophoides silus. Su rango cronoestratigráfico abarca el Maastrichtiense (Cretácico superior).

## Discusión
Clasificaciones previas incluían Apostrophoides en el suborden Textulariina del orden Textulariida, o en el orden Lituolida sin diferenciar el suborden Lituolina.

## Clasificación
Apostrophoides incluye a la siguiente especie:
- Apostrophoides silus †